# 空中火灾
《空中火灾》（德語：Das Inferno – Flammen über Berlin）是一部德国災難片。

## 剧情
在一起电缆火灾发生后，柏林电视塔起火了。在第一次爆炸中，多人丧生。他们要么被爆炸的压力从塔中抛出，要么被烧死。当餐厅楼层开始燃烧时，人们拼命试图到达电梯。经理和员工试图安抚游客，并引导他们前往救援平台。一些人成功到达平台，但绝望地又跑回了塔内。汤姆打算拯救他在那里工作的心上人卡特娅·施特拉塞尔，他设法获取了个人防护装备和呼吸器，并进入了塔内。在多人争夺唯一的电梯时，一些人设法进入了电梯，但电梯的驱动电机被另一次爆炸损坏。电梯坠落，所有乘客全部遇难。电梯的驱动电机破裂穿透天花板，摧毁了楼梯。几名消防员死于电机的撞击，但汤姆和亨宁幸存，并成功爬上了塔顶。救援平台的通道被天花板的倒塌堵住，多人被埋压和丧生，现在所有的逃生通道都被切断。17人被火困住。
电影的主角是汤姆，他曾是一名被不名誉解雇的消防员，因为他的前上司，消防局长霍斯特·施特拉塞尔将他归咎于他儿子的死亡。
在多次灭火失败后，指挥此次行动的消防局长霍斯特·施特拉塞尔只看到了一个灭火的机会：他打算引爆原本用于保护楼上计算机设备的二氧化碳气瓶，将二氧化碳释放到塔内，以扑灭火势。为了安装炸药，施特拉塞尔和汤姆必须一起进入塔楼的上层。这个主意是汤姆提出的，计划成功了，大部分人得以获救。